# Нидериден
Нидериден (њем. Niederrieden) општина је у њемачкој савезној држави Баварска. Једно је од 52 општинска средишта округа Унтералгој. Према процјени из 2010. у општини је живјело 1.338 становника. Посједује регионалну шифру (AGS) 9778177.

## Географски и демографски подаци
Нидериден се налази у савезној држави Баварска у округу Унтералгој. Општина се налази на надморској висини од 582 метра. Површина општине износи 13,9 km². У самом мјесту је, према процјени из 2010. године, живјело 1.338 становника. Просјечна густина становништва износи 96 становника/km².

## Међународна сарадња
| Мјесто | Држава    | Врста сарадње | Од    |
| ------ | --------- | ------------- | ----- |
|        | Француска | партнерство   | 1992. |
| Извор  |           |               |       |